# فانيسا وودز
فانيسا وودز (بالإنجليزية: Vanessa Woods)‏ هي صحفية أسترالية، ولدت في 1977.